# Sonneratia griffithii
Sonneratia griffithii är en fackelblomsväxtart som beskrevs av Wilhelm Sulpiz Kurz. Sonneratia griffithii ingår i släktet Sonneratia och familjen fackelblomsväxter. Inga underarter finns listade i Catalogue of Life.